# Mistrovství světa v judu 1956
Mistrovství světa v judu 1956 se konalo 3. května 1956 v Tokiu.

## Medaile
| Kategorie         | Zlato        | Stříbro           | Bronz         |
| ----------------- | ------------ | ----------------- | ------------- |
| Všechny kategorie | Šokiči Nacui | Jošihiko Jošimacu | Anton Geesink |